# Ах Пуч
Ах Пуч (мај. Ah Puch, Cizin), бог смрти у религији старих Маја. Немачки научник Паул Шелхас класификовао је сва божанства која се појављују у три сачувана мајанска кодекса, означавајући свако једним словом абецеде. По овој класификацији, Ах Пуч је бог А.

## Карактеристике
Четврти бог по учесталости представљања је Бог смрти, који се појављује 88 пута у три сачувана мајанска кодекса. Има лобању уместо главе, гола ребра и бодљикаве пршљенове; ако му је тело прекривено месом, оно је надувено и обележено црним круговима, што указује на распадање. Главни атрибути бога смрти су његови украси са звончићима. Они се понекад појављују причвршћени за косу или за траке око његових подлактица и ногу, али чешће су причвршћене за његов оковратник. Ова звона, свих величина и направљена од бакра, а понекад и од злата, нађена су у великим количинама током ископавања жртвеног бунара у Чичен Ици, где су по свој прилици бачена са жртвама.
Као Ицамна, чија је он антитеза, Ах Пуч има два симбола у имену и једино је друго божанство које се тако одликује. Први глиф представља главу леша са затвореним очима у смрти; друга је глава самог бога, са скраћеним носом, вилицама без меса и кременим жртвеним ножем као префиксом. Чест знак повезан са Богом смрти сличан је знаку процента (%). Бог смрти је био божанство заштитник дана Цими, што на језику Маја значи "смрт".
Ах Пуч је био божанство првог реда, о чему сведочи учесталост његових представа у кодексима. Као главни демон, Хунхау, председавао је најнижим од девет подземља Маја. Чак и данас модерне Маје верују да се он, као Јум Цимил, Господар смрти, шуња по кућама болесника, тражећи потенцијални плен.
Ах Пуч је био злонамерно божанство. Често су га повезивали са Богом рата и људских жртава, а његови стални пратиоци били су пас, птица кукавица и сова, за које се све сматрало да су створења злог знамења и смрти.